# LEd
LEd (от англ. LaTeX Editor) — свободно распространяемый редактор для работы с документами TeX и LaTeX в операционных системах Windows. Совместим с MiKTeX и TeX Live.

## Возможности
- Быстрый ввод команд LaTeX;
- Поддержка русскоязычного интерфейса пользователя;
- Проверка орфографии на разных языках (в том числе русский и английский);
- Подсветка синтаксиса;
- Всплывающие подсказки;
- Предпросмотр документа в окошке редактора.